# 蘇霍盧奇恰
50°56′33″N 30°26′13″E / 50.94250°N 30.43694°E
蘇霍盧奇亞（烏克蘭語：Сухолуччя）是位於烏克蘭北部的村莊，由基辅州维什霍罗德区的季梅爾市鎮負責管轄。該村面積1.6平方公里，海拔高度110米，2001年人口398，人口密度每平方公里248.8人。